# Pseudobunaea patruelis
Pseudobunaea patruelis är en fjärilsart som beskrevs av William Lucas Distant 1903. Pseudobunaea patruelis ingår i släktet Pseudobunaea och familjen påfågelsspinnare. Inga underarter finns listade i Catalogue of Life.